# Renealmia polypus
Renealmia polypus là một loài thực vật có hoa trong họ Gừng. Loài này được Gagnep. miêu tả khoa học đầu tiên năm 1908.